# Born and Raised (album Cormegi)
Born and Raised – piąty studyjny album amerykańskiego rapera Cormegi. Został wydany w 2009 roku, po licznych opóźnieniach. Początkowo tytuł miał mieć tytuł Urban Legend, ale został zmieniony na obecny, ponieważ taki sam tytuł miał album rapera T.I., wydany w 2004 roku.

## Lista utworów
1. "Prelude" (Feat. Marley Marl) (Prod. By Khrysis) / Intro (The 3rd Coming) (Prod. By Bear One) – 2:34
2. "Girl" (Prod. By LES) – 2:56
3. "Love Your Family" (Feat. Havoc) (Prod. By Havoc) – 3:54
4. "Get It In" (Feat. Lil' Fame) (Prod. By Easy Moe Bee) – 3:12
5. "The Other Side" (Prod. By Fizzy Womack) – 3:01
6. "Live And Learn" (Prod. By Pete Rock) – 2:58
7. "Make It Clear" (Prod. By DJ Premier) – 3:04
8. "Journey" (Prod. By Large Professor) – 3:12
9. "Define Yourself" (Feat. Tragedy & Havoc) (Prod. ByDR Period) – 2:51
10. "What Did I Do" (Prod. By Nottz) – 2:52
11. "Dirty Game (Album Version)" (Prod. By DJ Premier) – 4:01
12. "One Purpose" - 0:40
13. "Rapture" (Prod. By Ayatollah) – 2:54
14. "Mega Fresh X" (Feat. Red Alert, Parrish Smith, Grand Puba, KRS-One & Big Daddy Kane) (Prod. By Buckwild) – 4:54

## Sample
- "Dirty Game"
  - "Once Upon A Time (You Were A Friend Of Mine)" – Barry White
- "Rapture"
  - "Mother’s Theme (Mama)" – Willie Hutch
  - "Size 'Em Up" – Big L
- "Define Yourself"
  - "Go On and Cry" – Les McCann
- "Love Your Family"
  - "The Best of My Love" – T-Connection
- "What Did I Do"
  - "You're Making A Big Mistake" – The Hitchhikers